# Гидроксид висмута
Гидроксид висмута — неорганическое соединение, гидроксид металла висмута с формулой Bi(OH)3, белый аморфный порошок, не растворимый в воде.

## Получение
- Действие разбавленной щелочи на растворимую соль трёхвалентного висмута:

{\displaystyle {\mathsf {BiCl_{3}+3NaOH\ \xrightarrow {} \ Bi(OH)_{3}\downarrow +~3NaCl}}}
- Гидратированная форма оксида висмута(V) при длительном хранении под раствором медленно теряет кислород:

{\displaystyle {\mathsf {Bi_{2}O_{5}\cdot nH_{2}O\ \xrightarrow {} \ 2Bi(OH)_{3}\downarrow +~O_{2}\uparrow +~(n-3)H_{2}O}}}

## Физические свойства
Гидроксид висмута — белый аморфный порошок, разлагается при нагревании.
Нерастворим в воде, p ПР = 35,52.

## Химические свойства
- При нагревании разлагается:

{\displaystyle {\mathsf {Bi(OH)_{3}\ {\xrightarrow {100^{o}C}}\ BiO(OH)+H_{2}O}}}
- Реагирует с концентрированными горячими кислотами:

{\displaystyle {\mathsf {Bi(OH)_{3}+3HCl\ {\xrightarrow {70-80^{o}C}}\ BiCl_{3}+3H_{2}O}}}
- С плавиковой кислотой образуется фторид висмутила:

{\displaystyle {\mathsf {Bi(OH)_{3}+HF\ \xrightarrow {} \ BiOF\downarrow +~2H_{2}O}}}
- Под действием сильных окислителей в щелочной среде образуются висмутаты:

{\displaystyle {\mathsf {Bi(OH)_{3}+3NaOH+Cl_{2}\ {\xrightarrow {}}\ NaBiO_{3}+2NaCl+3H_{2}O}}}
- Сильные восстановители, например соединения олова(II), выделяют из гидроксида висмута свободный висмут:

{\displaystyle {\mathsf {2Bi(OH)_{3}+3Na_{2}[Sn(OH)_{4}]\ \xrightarrow {} \ 2Bi\downarrow +~3Na_{2}[Sn(OH)_{6}]}}}